# 1,3-Cyclohexandion
1,3-Cyclohexandion ist eine chemische Verbindung aus der Gruppe der Cyclohexanderivate und der Ketone. Es ist neben 1,2-Cyclohexandion und 1,4-Cyclohexandion eines der drei möglichen Cyclohexandione.

## Gewinnung und Darstellung
1,3-Cyclohexandion kann durch Reduktion von Resorcin  mit Wasserstoff in Natriumhydroxidlösung unter hohem Druck in Gegenwart von Nickel als Katalysator gewonnen werden. Ebenfalls möglich ist die Reduktion von Resorcin mittels Natriumamalgam.

## Eigenschaften
1,3-Cyclohexandion ist ein hellbrauner Feststoff, der löslich in Wasser ist. Die Verbindung bildet in fester Form Ketten oder Ringe, wobei sich jeweils eine der beiden Ketogruppen (–C=O) mit einem benachbarten Wasserstoffatom zu einem Enol (=C–OH) umlagert und damit Wasserstoffbrückenbindungen ausgebildet werden können.

## Verwendung
1,3-Cyclohexandion wird zur Herstellung von Mono- und Bis-Silylenolethern verwendet. Es reagiert mit primären Aminen zu β-Aminoenonen, die zu m-Aminophenolen durch Oxidation mit Quecksilber(II)-acetat, Hg(OAc)2, aromatisiert werden können.